# Lennert Teugels
Lennert Teugels, né le 9 avril 1993 à Opwijk, est un coureur cycliste belge.

## Biographie
Après une bonne première saison de saison, Lennert Teugels est enrôlé comme stagiaire au sein de l'équipe continentale professionnelle Verandas Willems-Crelan à partir d'aout 2017. Il n'est toutefois pas recruté par cette formation. 
En 2018, il intègre l'équipe continentale Cibel-Cebon, avec un statut d'élite sans contrat. Auteur de nombreuses places d'honneur, il se classe notamment troisième du Kreiz Breizh Elites. En septembre, il s'impose sur la Wingene Koers, kermesse professionnelle. Il confirme à l'automne en prenant la deuxième place du Tour de Vendée, battu au sprint  par Nico Denz. 

## Palmarès et résultats

### Palmarès par année
- 2014
  - Champion du Brabant flamand sur route espoirs
  - 3e de la De Moeren Classic
- 2017
  - Champion du Brabant flamand sur route
  - 3e étape du Tour de Namur
  - 2e du Grand Prix Color Code
  - 3e de l'Arden Challenge
  - 3e de la Flèche ardennaise
  - 3e du Tour de Namur
  - 3e du Grand Prix de la Magne
- 2018
  - Wingene Koers
  - 2e du Mémorial Stanny Verlooy
  - 2e du Tour de Vendée
  - 3e du Grand Prix d'Affligem
  - 3e du Championnat du Pays de Waes
  - 3e du Kreiz Breizh Elites
- 2019
  - 2e du Grand Prix Rik Van Looy
  - 2e du Tour de Liège
- 2020
  - 3e du Mémorial Fred De Bruyne
- 2021
  - 2e du Grand Prix Jules Van Hevel
- 2022
  - 3e étape du Tour de Grèce
  - Hill 60-Koers
  - 3e étape du Tour d'Iran - Azerbaïdjan
  - 2e du Tour de Grèce
  - 3e de Belgrade-Banja Luka
- 2025
  - '2e du Tour de Mersin

### Classements mondiaux
| Année                                 | 2017  | 2018 | 2019  | 2020 | 2021 | 2022 | 2023 | 2024  |
| ------------------------------------- | ----- | ---- | ----- | ---- | ---- | ---- | ---- | ----- |
| Classement mondial                    | 1207e | 573e | 1132e | nc   | 681e | 220e | 521e | 1051e |
| UCI Europe Tour                       | 789e  | 370e | 800e  | nc   | 541e | 180e | nc   | nc    |
| UCI Asia Tour                         | nc    | 409e |       |      |      |      |      |       |
|                                       |       |      |       |      |      |      |      |       |
| Légende : nc = non classéSource : UCI |       |      |       |      |      |      |      |       |